# Martin Barre
Martin Lancelot Barre (født 17. november 1946) er en engelsk guitarist, der er bedst kendt for sin mangeårige rolle som leadguitarist i det britiske rockband Jethro Tull, med hvem han indspillede og turnerede fra 1968 til bandets første opløsning i 2011. Barre har spillet med på hele Jethro Tulls studiediskografi bortset fra deres debutalbum This Was fra 1968 og deres album fra 2022 The Zealot Gene . I begyndelsen af 1990'erne indledte han sideløbende med sin deltagelse i Jethro Tull en solokarriere, og han har indspillet flere albums samt turneret med sit eget liveband.

## Tidlig karriere
Martin Barre blev født i Kings Heath, Birmingham, England, den 17. november 1946. Hans far var en ingeniør, der havde ønsket at spille klarinet professionelt. Barre spillede fløjte på sin gymnasieskole. Da Barre købte sin første guitar, gav hans far ham albums af Barney Kessel, Johnny Smith og Wes Montgomery for at udvide hans musikalske perspektiver. 
På college studerede han arkitektur ved Lanchester Polytechnic (nu Coventry University ) i tre år, men afsluttede ikke sine studier efter være dumpet i spansk og atomvidenskab, emner som han fandt ud af at have lidt at gøre med at designe bygninger. Efter at have designet et vejkryds i Birmingham, England, besluttede han, at en karriere inden for arkitektur var for kedelig, og koncentrerede sig om en musikalsk karriere. 
I 1966 flyttede han til London med sin ven, Chris Rodger, som havde spillet saxofon i deres tidligere fælles band, Moonrakers.  I London fik Barre og Rodger en audition hos et band kaldet The Noblemen, som efterspurgte to saxofonister. Barre købte en tenorsaxofon, og efter to dages øvelse kunne han bluffe sig igennem audition.  Bandet skiftede efterfølgende navn til Motivation og var opvarmning for soul-artister som Coasters, Drifters og Lee Dorsey. Bandet eksperimenterede med flere musikalske stilarter, fra soul til R&B og pop. I 1967 skiftede det navn til Penny Peeps, nu med Barre på leadguitar. Som Penny Peeps udgav bandet to singler i 1968, "Little Man With a Stick" og "Model Village", samt "I See the Morning" og "Curly, Knight of the Road".  I løbet af 1968 ændrede de kurs som et bluesband ved navn Gethsemane, som spillede på pubber over hele England, hvor Barre spillede guitar og fløjte.
Da Gethsemane spillede på en bluesklub kaldet Van Dyke i Plymouth, stiftede medlemmerne bekendtskab med Jethro Tull . Fire måneder senere var Gethsemane ved gå i opløsning, hvorefter Jethro Tulls manager, Terry Ellis bad Barre om at møde til en audition hos Jethro Tull. Auditionen gik ikke godt. Barre var så nervøs, at han knap spillede; men efter en ny audition blev han tilbudt jobbet. Han tilbragte juleferien i 1968 med at lære materiale, der skulle blive til albummet Stand Up . 

## Jethro Tull
På det første album, som Barre indspillede med Jethro Tull, Stand Up, udtalte han, at han var "rædselsslagen, fordi jeg lige var kommet med i bandet. Det viste virkelig at være en ændring i bandets musikalske retning, og da det blev accepteret og blev et succesfuldt album, fik vi en masse selvtillid. Vi udvidede denne tillid ved indspilningen af Benefit, hvor vi var meget mere konfortable."  På det næste album, verdenssuccesen Aqualung, var Barre mere selvsikker og udtalte, at under indspilningen havde "alle i bandet input til indholdet i albummet." 
I de følgende år var hans soli en blanding af rockguitar og inspiration fra klassisk musik, såsom på Minstrel in the Gallery, hvor åbningsnummeret har en fire-minutters solo, eller hans indslag (delt med Barrie Barlow ) på "Conundrum" og "Quatrain" , der er indspillet på Bursting Ud . Barre erklærede, at meget af materialet fra Jethro Tull-kataloget var skrevet af ham selv og Ian Anderson, hvor Anderson fik æren for at skrive teksterne og have den første idé til musikken: "så bidrager jeg eller en anden i bandet med udviklingen af det."  To albums, hvor Barre er krediteret for at have bidraget med "ekstra materiale", Songs from the Wood og Heavy Horses, er to af dem, som han selv har givet udtryk for, at vise hans bedste spil på guitaren. 
Barre var begejstret for den nye Jethro Tull-lyd på albummet Under Wraps (1984), på trods af dets fremtrædende synthesizer, der henviste hans eget guitararbejde til baggrunden.  Albummet indeholder to numre, som er medforfattet af ham. Om sit arbejde med Jethro Tull i øvrigt har Barre udtalt: "Jeg er ret tilfreds med mit spil på Crest of a Knave, hvor det dybest set var mig, Ian og [bassisten] Dave Pegg, der arbejdede i studiet i to måneder, så jeg havde rigeligt tid til give meget af mig selv i tilblivelsen af det album."  Han er kun krediteret på yderligere to Jethro Tull-albumnumre: "Hot Mango Flush" fra J-Tull Dot Com og "Winter Snowscape" fra The Jethro Tull Christmas Album . Angående hans bidrag til Jethro Tull-musik, siger Barre: "Jeg har lavet nogle elementer på de albums. Nogle gange er det et riff; nogle gange er det et lille segment af musik . . . Jeg har ikke noget imod at påtage mig en beskeden rolle i skrivningen og et større input til arrangementet og spillet." 
Om afslutningen af sit engagement i Tull udtalte Barre i 2015, at "Det er vigtigt, at folk indser, at der aldrig vil være et Jethro Tull igen. Der vil være to solobands: Ian Anderson Band og Martin Barre Band, og jeg håber, at de vil eksistere længe og nyde at spille musik. Jeg er ikke pedantisk. Jeg hader altid at høre, 'Åh, du har forladt Jethro Tull.' Det har jeg ikke rigtig. Ian ønskede at afslutte Jethro Tull og stoppe med bandet fuldstændigt." 
Da Anderson genforenede Jethro Tull i 2017 til en 50-års jubilæumsturné, blev Barre ikke bedt om at vende tilbage.

## Solooptræden
Debutalbummet A Summer Band blev kun udgivet i begrænset oplag. Ifølge AllMusic anmeldelse er: "den dominerende lyd .. Barres guitarer, svævende, knasende, slibende eller blide, enten baseret på blues eller engelske folkemelodier"; for denne anmelder var albummet "et anstændigt debutalbum". 
I 2003 benyttede Barre på sit album Stage Left en usædvanlig elektrisk guitarstil, som var formet af folk/akustiske og hard rock-elementer. Det var første gang et af hans soloalbums blev udgivet i USA. På dette album benytter Barre sig af en spillestil med "tricky og komplicerede" melodier, hvor han altid er "elegant, selv når han rocker hårdt". 
I 2012 ved slutningen af Jethro Tulls annoncerede afskedsturné, samlede Martin et band for at turnere og indspille live. Line-up'et omfattede deidligere Tull-medlemmer Jonathan Noyce og Doane P rry (der delte opgaven med trommeslager Fred Moreau), John Mitchell og guitaristen Pat O'May . 
I 2014 annoncerede Barre, at han ville turnere med en akustisk kvartet (inklusive Dan Crisp og Alan Bray) for at promovere albummet Away With Words, som blev godt modtaget af Prog Magazine, som skrev, at på albummet "har Barre taget en fantasifuld tilgang til sin egen fortid ved at omtale mange af sine forbilleder, ofte med mere obskure indfald fra Tulls (!) bagkatalog, primært på akustisk guitar."  Senere i 2014 blev der annonceret et nyt album, der skulle udgives i september, kaldet Order of Play , hvilket var en mere hård rock udgivelse.
Barre annoncerede sit sjette soloalbum i 2015, Back to Steel.
Om dette album har Barre udtalt at albummet er en bluesrock-indspilning.  Det blev efterfulgt af Roads Less Traveled i 2018.
Martin Barre påbegyndte en turné i USA i foråret 2019 for at fejre 50-året for hans medlemskab af Jethro Tull og udgivelsen af Stand Up . På turnéen blev han støttet af sit band bestående af Alan Thomson (bas), Dan Crisp (guitar og vokal) og Darby Todd (trommer), sammen med specielle gæster (tidligere Tull-medlemmer) Dee Palmer på keyboards og Clive Bunker på trommer. Bandet blev suppleret med Ali Humphries og Becca Langsford på backing vokal. Showet blev præsenteret som et komplet multimedie-backing-show leveret af fans fra The Jethro Tull Group. En ny dobbelt-cd-udgivelse var tilgængelig ved udstillingerne. MLB er en fejring af 50 års Jethro Tull som arrangeret og fremført af Martin, hans band og gæster.
I august 2019 optrådte Barre igen ved Fairports Cropredy Convention .  
I 2020 havde Barre planlagt at fejre 50 år med Jethro Tull-musik med en verdensturné. De fleste shows blev dog aflyst eller omlagt på grund af den globale COVID-19-pandemi. Adam Wakeman, Clive Bunker og Dee Palmer skulle efter planen have været gæstemusikere i flere koncerter. 

## Spillestil
Barre sagde engang, at han prøvede ikke at lytte til andre guitarister, så han ikke ville blive påvirket af dem. Han sagde, at han aldrig tog guitarundervisning for ikke at lyde som andre guitarister.  Men en guitarist han har anerkendt som værende en indflydelse, er Leslie West, fra det amerikanske band Mountain .   
Anmeldere har nogle gange beskrevet Martin Barres lyd som "tricky" og "kompliceret", hvilket fremhæver hans evne til at komponere melodier i stedet for blot at spille solo.  

## Anerkendelse
Barres mest kendte guitarpræstationer inkluderer soli på sangene "We used to know", " Aqualung ", " Cross-Eyed Mary " og " Locomotive Breath ". Hans signatursolo på Jethro Tull-standarden "Aqualung" fra 1971 blev kåret af læserne af magasinet Guitar Player som en af de bedste rockguitarsoloer nogensinde. Ligeledes blev denne solo i 2007 bedømt som en af de 100 bedste guitarsoloer af magasinet Guitar World. Forfatterne Pete Brown og HP Newquest har kåret Barres "Aqualung"-solo som den 25. bedste solo nogensinde i USA og den 20. bedste solo nogensinde i Storbritannien.  
Dire Straits frontfigur Mark Knopfler kaldte i et interview fra 2005 Barres samarbejde med Ian Anderson for "magisk".  Joe Bonamassa nævner Martin Barre som en direkte indflydelse, især i bluesspillet på de tidlige albums.   Andre guitarister som Steve Vai, Joe Satriani og Eric Johnson nævner også Martin Barre som en indflydelser. 
For diskografien med Jethro Tull, se hovedartikel: Jethro Tull diskografi

### Studiealbums
- - A Summer Band (1992) - Various live tracks in a limited edition run of 500 CDs.
  - A Trick of Memory (1994)
  - The Meeting (1996)
  - Stage Left (2003)
  - Away with Words (2013)
  - Order of Play (2014)
  - Back to Steel (2015)
  - Roads Less Travelled (2018)
  - MLB - 50 Years of Jethro Tull (2019)

### Live
- Live in München (2014)
- Live at the Factory Underground (2019)
- Live in NY (2020) - 3 diske (1 dvd, 2 lyd-cd'er)
- Live At The Wildey (2022)

### Gæsteoptrædener
- 1973 Chick Churchill ( You and Me ; medvirker også på Roger Hodgson og Rick Davies fra Supertramp )
- 1978 Maddy Prior ( Woman in the Wings )
- 1978 Dan Lowe ( Fahrenheit 361 )
- 1980 John Wetton ( Ccatught in the Crossfire )
- 1981 5 Furious Fish ( Just for Helleflynderen )
- 1997 Spirit of the West ( vægte og mål )
- 1997 John Carter ( Spirit Flying Free )
- 1998 Clive Bunker ( Awakenings )
- 1998 Willy Porter ( Live )
- 1999 ELP Tribute ( Encores, Legends and Paradox )
- 2001 Diverse kunstnere inkl. Steve Vai, Carlos Santana, Allan Holdsworth (Guitars for Freedom 9/11 velgørenhed)
- 2003 Vikki Clayton ( Movers and Shakers )
- 2005 Pentangle ( Feoffees' Lands )
- 2007 Dave Pegg (60-års fødselsdagsshow)
- 2007 Excalibur 2
- 2010 Excalibur 3
- 2010 Chris Thompson, Gary Brooker, Frank Mead, Henry Spinetti, Dave Pegg (Live in Germany Classic Rock Tour)
- 2012 Pat O'May ( Celtic Wings ) [27]
- 2015 Mick Abrahams ( Revived! ) [28]
- 2018 Dee Palmer ( gennem mørkt glas )